# Есенколь
Есенколь (каз. Есенкөл) — упразднённое село в Карабалыкском районе Костанайской области Казахстана. Входило в состав Есенкольского сельского округа. Находится примерно в 64 км к югу от районного центра, посёлка Карабалык. Код КАТО — 395039200. Ликвидировано в 2016 г.

## Население
В 1999 году население села составляло 132 человека (65 мужчин и 67 женщин). По данным переписи 2009 года, в селе проживало 10 человек (8 мужчин и 2 женщины).